# 20399 Michaelesser
20399 Michaelesser (1998 OO) là một tiểu hành tinh vành đai chính được phát hiện ngày 20 tháng 7 năm 1998 bởi Khảo sát tiểu hành tinh OCA-DLR ở Caussols.